# Cantone di Jarny
Il Cantone di Jarny è una divisione amministrativa dell'Arrondissement di Nancy.
È stato costituito a seguito della riforma approvata con decreto del 26 febbraio 2014, che ha avuto attuazione dopo le elezioni dipartimentali del 2015.

## Composizione
Comprende i seguenti 34 comuni:
- Allamont
- Auboué
- Batilly
- Boncourt
- Brainville
- Bruville
- Chambley-Bussières
- Conflans-en-Jarnisy
- Dampvitoux
- Doncourt-lès-Conflans
- Friauville
- Giraumont
- Hagéville
- Hannonville-Suzémont
- Hatrize
- Homécourt
- Jarny
- Jeandelize
- Jouaville
- Labry
- Mars-la-Tour
- Moineville
- Moutiers
- Olley
- Puxe
- Puxieux
- Saint-Ail
- Saint-Julien-lès-Gorze
- Saint-Marcel
- Sponville
- Tronville
- Valleroy
- Ville-sur-Yron
- Xonville